# Rieux (Marne)
Rieux település Franciaországban, Marne megyében. Lakosainak száma 194 fő (2022. január 1.). Rieux Mécringes, Morsains, Tréfols, Montenils és Dhuys-et-Morin-en-Brie községekkel határos.

## Népesség
A település népessége az elmúlt években az alábbi módon változott:
| Lakosok száma | 168  | 141  | 137  | 166  | 187  | 197  | 198  | 195  | 194  | 194  |
|               | 1968 | 1982 | 1990 | 2006 | 2013 | 2015 | 2017 | 2019 | 2020 | 2022 |